# Trąbki Wielkie
Trąbki Wielkie (Duits: Groß Trampken) is een dorp in het Poolse woiwodschap Pommeren, in het district Gdański. De plaats maakt deel uit van de gemeente Trąbki Wielkie en telt 1240 inwoners.